# Peckiamyia minutipenis
Peckiamyia minutipenis är en tvåvingeart som först beskrevs av Hall 1937.  Peckiamyia minutipenis ingår i släktet Peckiamyia och familjen köttflugor. Inga underarter finns listade i Catalogue of Life.